# Big (serie televisiva)
Big (빅?) è una serie televisiva sudcoreana trasmessa su KBS2 dal 4 giugno al 24 luglio 2012.

## Trama
Gil Da-ran, insegnante precaria ancora impegnata con gli esami, è prossima a sposarsi con Seo Yoon-jae, pediatra gentile e talentuoso che, un mese prima del matrimonio, inizia inspiegabilmente a comportarsi in modo distante. Contemporaneamente, Da-ran conosce uno studente appena trasferitosi, Kang Kyung-joon: diciottenne arrogante cresciuto negli Stati Uniti, è tornato in Corea dopo la morte della madre, che l'ha lasciato ricco ma orfano, per ricongiungersi con i suoi zii, interessati, però, solo all'eredità. Kyung-joon rimane coinvolto in un incidente stradale con Yoon-jae, e i loro veicoli finiscono sott'acqua. Cercando di salvare il ragazzo, Yoon-jae muore, mentre Kyung-joon finisce in coma. Presto, il giovane si risveglia, ritrovandosi però nel corpo di Yoon-jae. Messa al corrente Da-ran della situazione, i due iniziano a fingere che Kyung-joon sia il vero Yoon-jae, mentre cercano un modo per invertire lo scambio di corpi.

## Personaggi

### Personaggi principali
- Seo Yoon-jae/Kang Kyung-joon, interpretati da Gong Yoo
Pediatra dal cuore tenero, non può fare a meno di aiutare il prossimo. È fidanzato con Da-ran, che ha conosciuto al matrimonio di un collega.
- Gil Da-ran, interpretata da Lee Min-jung
Professoressa di Storia della Corea al liceo Jaeil, nonostante non abbia ancora dato l'ultimo esame, Da-ran è una ragazza entusiasta, romantica e ingenua, che vede solo il buono delle persone.
- Jang Ma-ri, interpretata da Bae Suzy
Ragazza ricca dal carattere testardo, è innamorata di Kyung-joon, al punto tale da esserne quasi ossessionata. Suo padre avrebbe dovuto sposare la madre del ragazzo, ma il matrimonio andò a monte poiché i loro figli erano contrari. Si ritiene responsabile della morte della madre di Kyung-joon. Ma-ri arriva in Corea per riportare Kyung-joon a Los Angeles con sé, ma scopre che è in coma.
- Kang Kyung-joon, interpretato da Shin Won-ho
Diciottenne scontroso, ricco e arrogante, ha degli ottimi voti. È rimasto orfano dopo la morte di sua madre e vive da solo in una grande casa.
- Gil Choong-shik, interpretato da Baek Sung-hyun
Fratello di Da-ran e compagno di scuola di Kyung-joon, si comporta da bullo. Gli piace Ma-ri.
- Lee Se-young, interpretata da Jang Hee-jin
Collega di Yoon-jae, lo conosce dai tempi dell'università ed è innamorata di lui. Si sono frequentati prima che lui conoscesse Da-ran, ma Se-young non è riuscita a dimenticarlo ed è ancora convinta che Yoon-jae la ami.

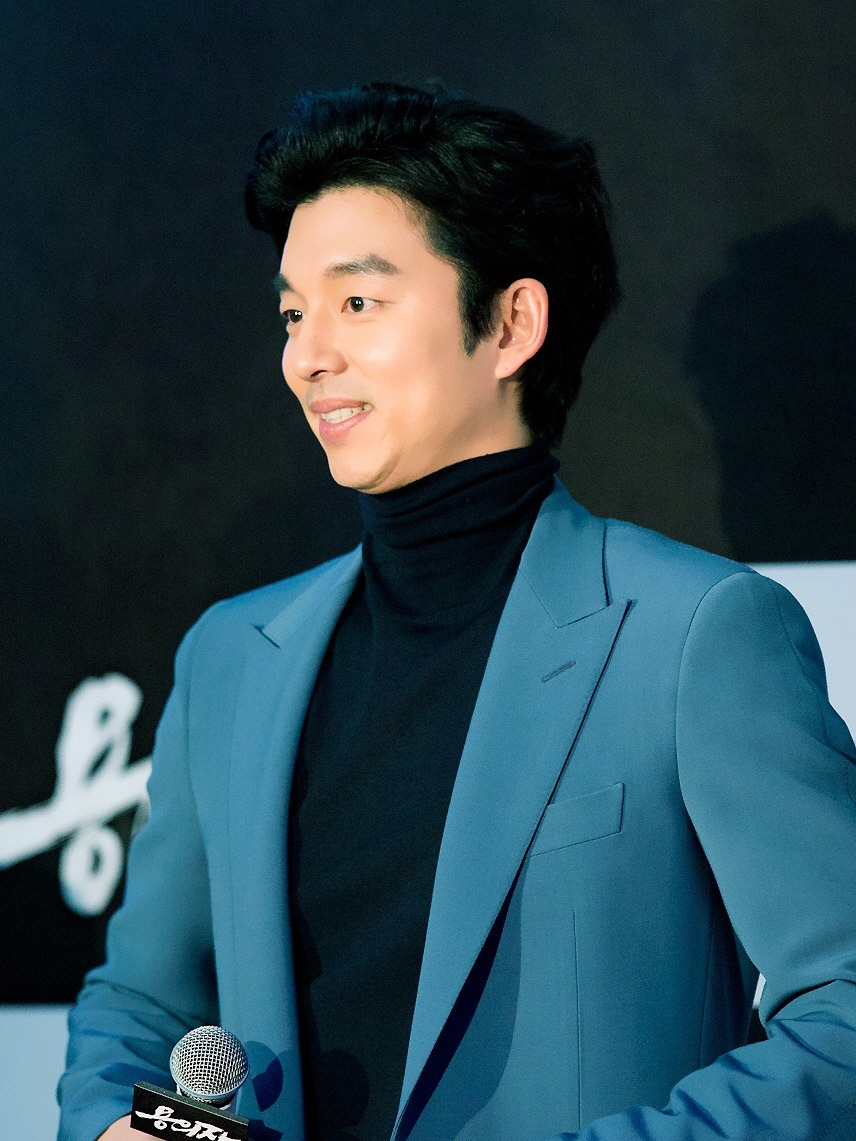
Gong Yoo interpreta Seo Yoon-jae/Kang Kyung-joon
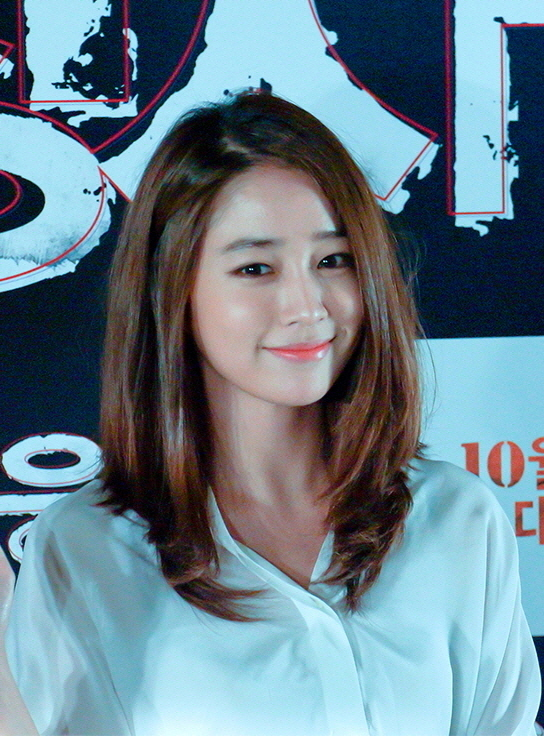
Lee Min-jung interpreta Gil Da-ran
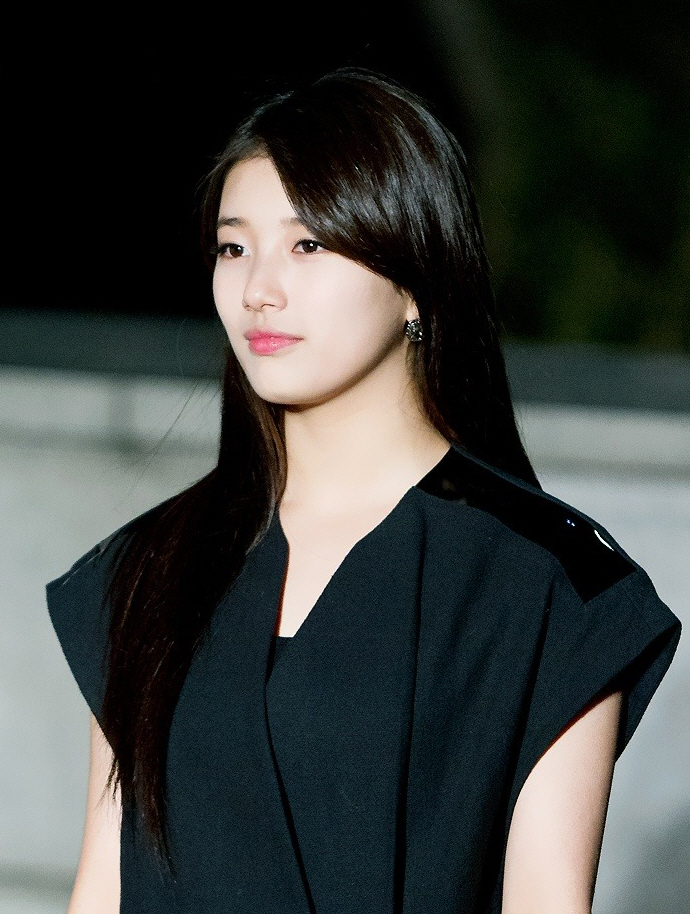
Bae Suzy interpreta Jang Mari

### Personaggi secondari
- Gil Min-kyu, interpretato da Ahn Suk-hwan
Padre di Da-ran, gestisce un negozio di mandu e colleziona rocce. In passato, era un professore e collega dell'attuale vicepreside.
- Lee Jung-hye, interpretata da Yoon Hae-young
Madre di Da-ran, aiuta il marito nei suoi affari. Un tempo, era una sua studentessa.
- Kim Young-ok, interpretata da Choi Ran
Vicepreside del liceo Jaeil, è molto severa, soprattutto con Da-ran. Era innamorata dal padre della ragazza quando questi lavorava con lei a scuola.
- Na Hyo-sang, interpretato da Moon Ji-yoon
Professore di ginnastica, ha una cotta per Da-ran.
- Lee Ae-kyung, interpretata da Shin Ji-soo
Professoressa di matematica e amica di Da-ran.
- Kang Hyuk-soo, interpretato da Jang Hyun-sung
Zio di Kyung-joon, al liceo era innamorato della madre di Da-ran. Anche lui, come la sorella, gestisce un ristorante, ma è a rischio fallimento.
- Lee Kyung-mi, interpretata da Go Soo-hee
Zia di Kyung-joon.
- Ahn Hye-jung, interpretata da Kim Seo-ra
Madre di Yoon-jae, non approva il matrimonio del figlio con Da-ran. È una donna dal carattere duro, che farebbe qualsiasi cosa per suo figlio.
- Seo In-wook, interpretato da Jo Young-jin
Padre di Yoon-jae, anche lui è un medico.
- Kang Hee-soo, interpretata da Im Ji-eun
Madre di Kyung-joon, è stata uccisa in America da alcuni rapinatori armati di pistola. Era proprietaria di uno dei ristoranti migliori del mondo, il Miracle.

## Ascolti
| Episodio | Data di trasmissione | Dati TNMS           | Dati TNMS                  | Dati AGB            | Dati AGB                   |
| Episodio | Data di trasmissione | A livello nazionale | Area metropolitana di Seul | A livello nazionale | Area metropolitana di Seul |
| -------- | -------------------- | ------------------- | -------------------------- | ------------------- | -------------------------- |
| 1        | 4 giugno 2012        | 8,9%                | 10,4%                      | 7,9%                | 8,9%                       |
| 2        | 5 giugno 2012        | 8,0%                | 9,7%                       | 7,4%                | 8,1%                       |
| 3        | 11 giugno 2012       | 7,1%                | 8,4%                       | 8,4%                | 9,4%                       |
| 4        | 12 giugno 2012       | 7,6%                | 8,9%                       | 7,9%                | 8,9%                       |
| 5        | 18 giugno 2012       | 8,2%                | 10,1%                      | 8,0%                | 9,3%                       |
| 6        | 19 giugno 2012       | 8,9%                | 11,1%                      | 8,3%                | 9,3%                       |
| 7        | 25 giugno 2012       | 8,5%                | 9,7%                       | 8,9%                | 10,4%                      |
| 8        | 26 giugno 2012       | 7,8%                | 9,2%                       | 7,9%                | 8,7%                       |
| 9        | 2 luglio 2012        | 7,4%                | 7,8%                       | 8,1%                | 9,1%                       |
| 10       | 3 luglio 2012        | 8,8%                | 9,8%                       | 8,1%                | 9,0%                       |
| 11       | 9 luglio 2012        | 9,5%                | 10,5%                      | 9,2%                | 10,4%                      |
| 12       | 10 luglio 2012       | 9,6%                | 11,0%                      | 8,9%                | 10,1%                      |
| 13       | 16 luglio 2012       | 8,6%                | 9,2%                       | 8,2%                | 9,7%                       |
| 14       | 17 luglio 2012       | 8,6%                | 9,4%                       | 7,8%                | 8,8%                       |
| 15       | 23 luglio 2012       | 10,1%               | 10,2%                      | 9,7%                | 10,8%                      |
| 16       | 24 luglio 2012       | 11,5%               | 12,0%                      | 11,1%               | 12,2%                      |
| Media    | Media                | 8,7%                | 9,8%                       | 8,5%                | 9,5%                       |

## Colonna sonora
1. Because It's You (너라서?) – Davichi
2. If You Are My  Love (사랑이라면?) – Noel
3. One Person (한사람?) – Huh Gak
4. Hateful Person (미운사람?) – Beast
5. Hey You – Venny
6. Some Days (어떤날?) – Venny
7. I Feel So Weird (내가 좀 이상해?) – Kim Ha-na
8. Tears Fall Again (눈물이 또 나요?) – Park Sang-joon
9. I Still Love You (그래도 사랑해?) – Bae Suzy
10. Because It's You (너라서?) – Gong Yoo

## Riconoscimenti
- Baeksang Arts Award
  - 2013 – Candidatura Attrice più popolare (TV) a Lee Min-jung[5]
  - 2013 – Candidatura Attrice più popolare (TV) a Bae Suzy[5]
- KBS Drama Award
  - 2012 – Premio popolarità a Bae Suzy[6]
  - 2012 – Candidatura Premio eccellenza, attore in una miniserie a Gong Yoo
  - 2012 – Candidatura Premio eccellenza, attrice in una miniserie a Lee Min-jung
  - 2012 – Candidatura Premio eccellenza, attrice in una miniserie a Bae Suzy
  - 2012 – Candidatura Miglior coppia a Gong Yoo e Lee Min-jung
  - 2012 – Candidatura Miglior coppia a Baek Sung-hyun e Bae Suzy
- Melon Music Award
  - 2012 – Candidatura Miglior colonna sonora a One Person di Huh Gak[7]
- Mnet Asian Music Award
  - 2012 – Candidatura Miglior colonna sonora a One Person di Huh Gak[8]
- Seoul International Drama Award
  - 2013 – Candidatura Miglior drama coreano[9]
  - 2013 – Candidatura Miglior attore coreano a Gong Yoo[10]
  - 2013 – Candidatura Miglior attrice coreana a Lee Min-jung[10]
  - 2013 – Candidatura Miglior colonna sonora di drama coreano a Hateful Person dei Beast[11]
  - 2013 – Candidatura Miglior colonna sonora di drama coreano a One Person di Huh Gak[11]